# Ignaz-Glaser-Symposion
 (mars 2023).
Si vous disposez d'ouvrages ou d'articles de référence ou si vous connaissez des sites web de qualité traitant du thème abordé ici, merci de compléter l'article en donnant les références utiles à sa vérifiabilité et en les liant à la section « Notes et références ».
Ignaz-Glaser-Symposion est un symposium organisé depuis 2006 à Bürmoos (Autriche) par le Salzburger Bildungswerk  pour favoriser l'intégration des immigrés autrichiens.
Bürmoos, près de la ville de Salzbourg, a été fondée dans les années 1880  par l’entrepreneur praguois Ignaz Glaser. Ainsi, en comparaison avec des villages voisins, la ville de Bürnmoos est une localité relativement jeune ; la ville s'étant développée grâce à l'immigration, la population immigrée y est facilement intégrée.
Pour cette raison, les organisateurs du symposium ont cherché des localités avec des expériences semblables et ils ont invité des représentants de Braunau am Inn, Freilassing, Hallein, Mauthausen, Telfs, Traunreut et Waldkraiburg pour échanger leurs expériences. Le premier symposium s'est tenu du 21 au 23 avril 2006 au foyer socioculturel.
Le Symposium Ignaz-Glaser, dirigé par Andreas Maislinger a lieu tous les ans fin avril et traite des problèmes de l’intégration.